# Список заслуженных мастеров спорта Украины по теннису
Звание «Заслуженный мастер спорта Украины» (ЗМСУ) присваивается с 1993 года. Первые заслуженные мастера спорта Украины по теннису появились в 2000 году.

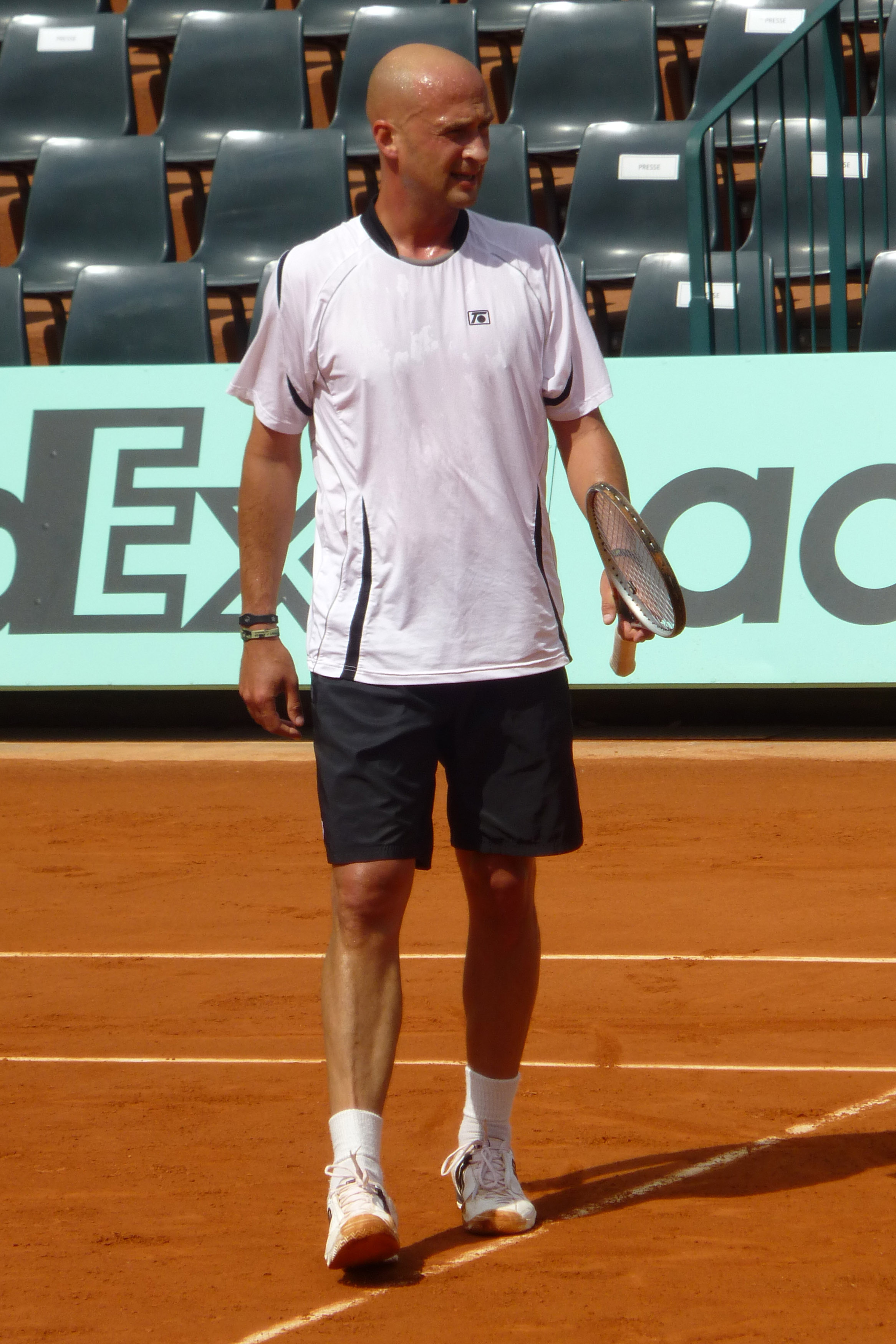
Андрей Медведев
(фото 2012 года)

## Список

### 2000
- Медведев, Андрей Олегович (1974) — финалист Открытого чемпионата Франции 1999, 11-кратный победитель турниров ATP-тура в одиночном разряде.
- Медведева, Наталья Олеговна (1971) — победительница турниров WTA-тура: 4-кратная в одиночном разряде и 12-кратная в парном разряде.

### 2008
… января
- Бондаренко, Алёна Владимировна (1984);
- Володько, Катерина Владимировна (1986) — победительницы Открытого чемпионата Австралии 2008 в парном разряде.

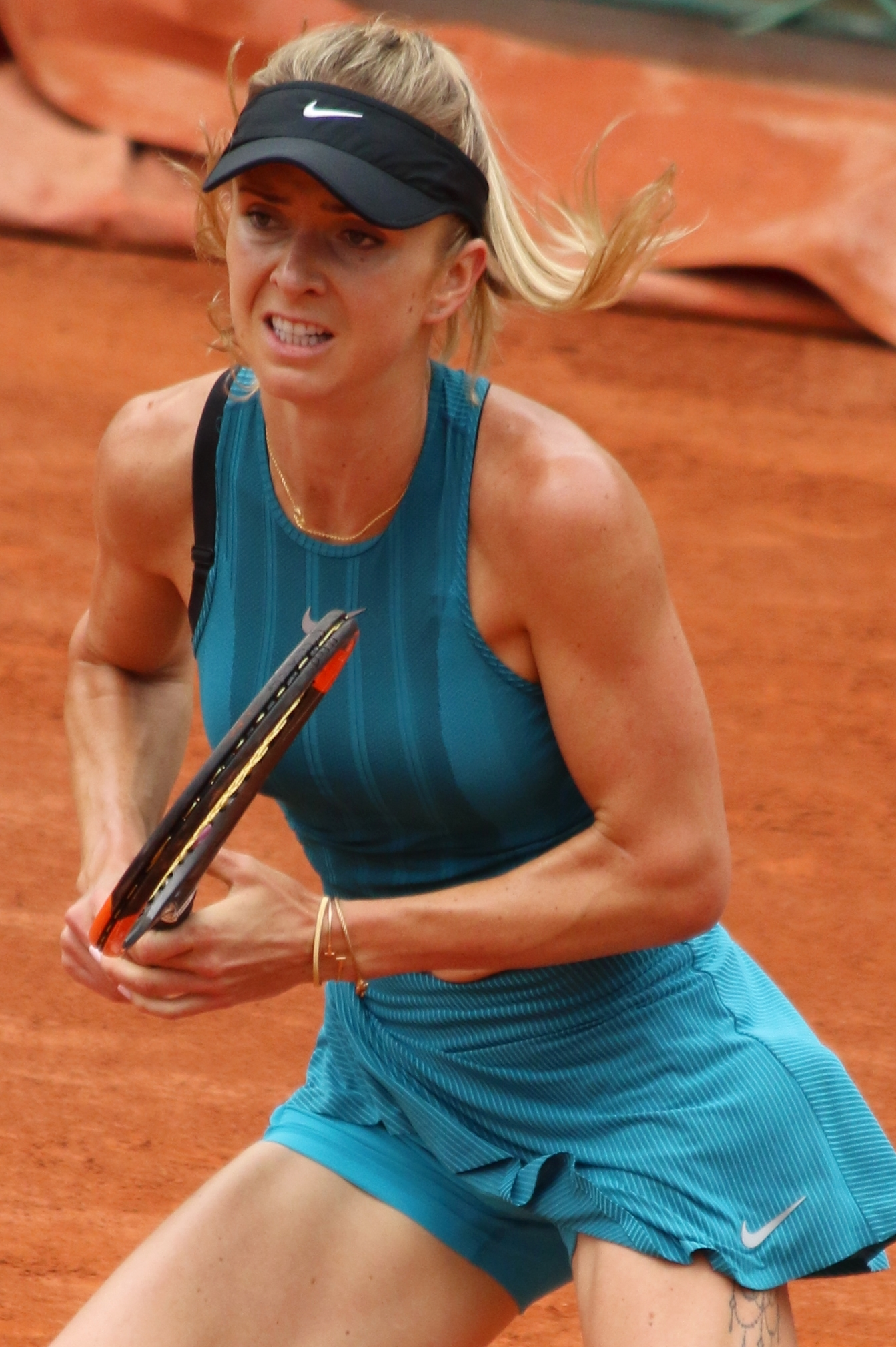
Элина Свитолина

### 2018
6 ноября
- Свитолина, Элина Михайловна (1994) — победительница итогового турнира WTA 2018 в одиночном разряде.